# L'Hôpital (Mosel·la)
L'Hôpital és un municipi francès, situat al departament del Mosel·la i a la regió del Gran Est. L'any 2007 tenia 5.518 habitants.

## Demografia

### Població
El 2007 la població de fet de L'Hôpital era de 5.518 persones. Hi havia 2.293 famílies, de les quals 661 eren unipersonals (230 homes vivint sols i 431 dones vivint soles), 657 parelles sense fills, 737 parelles amb fills i 238 famílies monoparentals amb fills.
La població ha evolucionat segons el següent gràfic:
Habitants censats

### Habitatges
El 2007 hi havia 2.487 habitatges, 2.337 eren l'habitatge principal de la família, 2 eren segones residències i 147 estaven desocupats. 1.524 eren cases i 943 eren apartaments. Dels 2.337 habitatges principals, 1.457 estaven ocupats pels seus propietaris, 608 estaven llogats i ocupats pels llogaters i 272 estaven cedits a títol gratuït; 29 tenien una cambra, 103 en tenien dues, 366 en tenien tres, 701 en tenien quatre i 1.139 en tenien cinc o més. 1.646 habitatges disposaven pel capbaix d'una plaça de pàrquing. A 1.107 habitatges hi havia un automòbil i a 837 n'hi havia dos o més.

### Piràmide de població
La piràmide de població per edats i sexe el 2009 era:
| Homes | Edats   | Dones |
| ----- | ------- | ----- |
| 0     | 95 o +  | 0     |
| 0     | 90 a 94 | 4     |
| 24    | 85 a 89 | 48    |
| 24    | 80 a 84 | 68    |
| 100   | 75 a 79 | 140   |
| 136   | 70 a 74 | 152   |
| 104   | 65 a 69 | 172   |
| 136   | 60 a 64 | 116   |
| 148   | 55 a 59 | 164   |
| 232   | 50 a 54 | 176   |
| 220   | 45 a 49 | 220   |
| 204   | 40 a 44 | 260   |
| 260   | 35 a 39 | 260   |
| 208   | 30 a 34 | 180   |
| 192   | 25 a 29 | 152   |
| 200   | 20 a 24 | 196   |
| 180   | 15 a 19 | 208   |
| 240   | 10 a 14 | 244   |
| 188   | 5 a 9   | 172   |
| 116   | 0 a 4   | 116   |

## Economia
El 2007 la població en edat de treballar era de 3.653 persones, 2.342 eren actives i 1.311 eren inactives. De les 2.342 persones actives 1.949 estaven ocupades (1.092 homes i 857 dones) i 393 estaven aturades (190 homes i 203 dones). De les 1.311 persones inactives 430 estaven jubilades, 278 estaven estudiant i 603 estaven classificades com a «altres inactius».

### Ingressos
El 2009 a L'Hôpital hi havia 2.307 unitats fiscals que integraven 5.578,5 persones, la mediana anual d'ingressos fiscals per persona era de 15.251 €.

### Activitats econòmiques
Dels 157 establiments que hi havia el 2007, 3 eren d'empreses extractives, 5 d'empreses alimentàries, 1 d'una empresa de fabricació de material elèctric, 7 d'empreses de fabricació d'altres productes industrials, 20 d'empreses de construcció, 39 d'empreses de comerç i reparació d'automòbils, 3 d'empreses de transport, 14 d'empreses d'hostatgeria i restauració, 1 d'una empresa d'informació i comunicació, 8 d'empreses financeres, 13 d'empreses immobiliàries, 10 d'empreses de serveis, 19 d'entitats de l'administració pública i 14 d'empreses classificades com a «altres activitats de serveis».
Dels 44 establiments de servei als particulars que hi havia el 2009, 1 era una comissaria de policia, 1 gendarmeria, 1 oficina de correu, 3 oficines bancàries, 3 funeràries, 7 tallers de reparació d'automòbils i de material agrícola, 2 autoescoles, 2 paletes, 2 guixaires pintors, 3 fusteries, 2 lampisteries, 2 electricistes, 2 perruqueries, 7 restaurants, 2 agències immobiliàries i 4 salons de bellesa.
Dels 17 establiments comercials que hi havia el 2009, 3 eren supermercats, 1 una gran superfície de material de bricolatge, 6 fleques, 1 una fleca, 1 una peixateria, 2 drogueries i 3 floristeries.

## Equipaments sanitaris i escolars
El 2009 hi havia 1 centre de salut i 2 farmàcies.
El 2009 hi havia 1 escola maternal i 2 escoles elementals. L'Hôpital disposava d'un col·legi d'educació secundària amb 334 alumnes.

## Poblacions més properes
El següent diagrama mostra les poblacions més properes.